# Llista d'asteroides/97301–97400
| Nom     | Designació provisional | Data de descobriment | Lloc de descobriment | Descobridor/s          |
| ------- | ---------------------- | -------------------- | -------------------- | ---------------------- |
| 97301 - | 1999 XN186             | 12 de desembre, 1999 | Socorro              | LINEAR                 |
| 97302 - | 1999 XS189             | 12 de desembre, 1999 | Socorro              | LINEAR                 |
| 97303 - | 1999 XL190             | 12 de desembre, 1999 | Socorro              | LINEAR                 |
| 97304 - | 1999 XQ190             | 12 de desembre, 1999 | Socorro              | LINEAR                 |
| 97305 - | 1999 XU191             | 12 de desembre, 1999 | Socorro              | LINEAR                 |
| 97306 - | 1999 XH192             | 12 de desembre, 1999 | Socorro              | LINEAR                 |
| 97307 - | 1999 XL192             | 12 de desembre, 1999 | Socorro              | LINEAR                 |
| 97308 - | 1999 XT192             | 12 de desembre, 1999 | Socorro              | LINEAR                 |
| 97309 - | 1999 XG196             | 12 de desembre, 1999 | Socorro              | LINEAR                 |
| 97310 - | 1999 XU197             | 12 de desembre, 1999 | Socorro              | LINEAR                 |
| 97311 - | 1999 XB198             | 12 de desembre, 1999 | Socorro              | LINEAR                 |
| 97312 - | 1999 XQ201             | 12 de desembre, 1999 | Socorro              | LINEAR                 |
| 97313 - | 1999 XM206             | 12 de desembre, 1999 | Socorro              | LINEAR                 |
| 97314 - | 1999 XV206             | 12 de desembre, 1999 | Socorro              | LINEAR                 |
| 97315 - | 1999 XA211             | 13 de desembre, 1999 | Socorro              | LINEAR                 |
| 97316 - | 1999 XC212             | 13 de desembre, 1999 | Socorro              | LINEAR                 |
| 97317 - | 1999 XS213             | 14 de desembre, 1999 | Socorro              | LINEAR                 |
| 97318 - | 1999 XW214             | 14 de desembre, 1999 | Socorro              | LINEAR                 |
| 97319 - | 1999 XH215             | 14 de desembre, 1999 | Socorro              | LINEAR                 |
| 97320 - | 1999 XM219             | 15 de desembre, 1999 | Kitt Peak            | Spacewatch             |
| 97321 - | 1999 XO220             | 14 de desembre, 1999 | Socorro              | LINEAR                 |
| 97322 - | 1999 XQ231             | 8 de desembre, 1999  | Catalina             | CSS                    |
| 97323 - | 1999 XU232             | 14 de desembre, 1999 | Kitt Peak            | Spacewatch             |
| 97324 - | 1999 XE235             | 4 de desembre, 1999  | Catalina             | CSS                    |
| 97325 - | 1999 XM241             | 13 de desembre, 1999 | Anderson Mesa        | LONEOS                 |
| 97326 - | 1999 XN241             | 13 de desembre, 1999 | Anderson Mesa        | LONEOS                 |
| 97327 - | 1999 XZ241             | 13 de desembre, 1999 | Catalina             | CSS                    |
| 97328 - | 1999 XJ242             | 12 de desembre, 1999 | Socorro              | LINEAR                 |
| 97329 - | 1999 XO243             | 3 de desembre, 1999  | Anderson Mesa        | LONEOS                 |
| 97330 - | 1999 XE245             | 5 de desembre, 1999  | Socorro              | LINEAR                 |
| 97331 - | 1999 XV245             | 5 de desembre, 1999  | Socorro              | LINEAR                 |
| 97332 - | 1999 XN249             | 6 de desembre, 1999  | Socorro              | LINEAR                 |
| 97333 - | 1999 XW256             | 7 de desembre, 1999  | Catalina             | CSS                    |
| 97334 - | 1999 XY256             | 7 de desembre, 1999  | Catalina             | CSS                    |
| 97335 - | 1999 YF                | 16 de desembre, 1999 | Socorro              | LINEAR                 |
| 97336 - | 1999 YB1               | 16 de desembre, 1999 | Grasslands           | J. E. McGaha           |
| 97337 - | 1999 YA3               | 17 de desembre, 1999 | Socorro              | LINEAR                 |
| 97338 - | 1999 YM12              | 27 de desembre, 1999 | Kitt Peak            | Spacewatch             |
| 97339 - | 1999 YN14              | 30 de desembre, 1999 | Socorro              | LINEAR                 |
| 97340 - | 1999 YS27              | 30 de desembre, 1999 | Socorro              | LINEAR                 |
| 97341 - | 2000 AU1               | 2 de gener, 2000     | Višnjan Observatory  | K. Korlević            |
| 97342 - | 2000 AH4               | 3 de gener, 2000     | Socorro              | LINEAR                 |
| 97343 - | 2000 AW6               | 2 de gener, 2000     | Socorro              | LINEAR                 |
| 97344 - | 2000 AZ7               | 2 de gener, 2000     | Socorro              | LINEAR                 |
| 97345 - | 2000 AO8               | 2 de gener, 2000     | Socorro              | LINEAR                 |
| 97346 - | 2000 AF10              | 3 de gener, 2000     | Socorro              | LINEAR                 |
| 97347 - | 2000 AX11              | 3 de gener, 2000     | Socorro              | LINEAR                 |
| 97348 - | 2000 AB12              | 3 de gener, 2000     | Socorro              | LINEAR                 |
| 97349 - | 2000 AM14              | 3 de gener, 2000     | Socorro              | LINEAR                 |
| 97350 - | 2000 AT14              | 3 de gener, 2000     | Socorro              | LINEAR                 |
| 97351 - | 2000 AX18              | 3 de gener, 2000     | Socorro              | LINEAR                 |
| 97352 - | 2000 AL21              | 3 de gener, 2000     | Socorro              | LINEAR                 |
| 97353 - | 2000 AE23              | 3 de gener, 2000     | Socorro              | LINEAR                 |
| 97354 - | 2000 AZ24              | 3 de gener, 2000     | Socorro              | LINEAR                 |
| 97355 - | 2000 AX25              | 3 de gener, 2000     | Socorro              | LINEAR                 |
| 97356 - | 2000 AY27              | 5 de gener, 2000     | Sormano              | A. Testa, P. Chiavenna |
| 97357 - | 2000 AA29              | 3 de gener, 2000     | Socorro              | LINEAR                 |
| 97358 - | 2000 AA30              | 3 de gener, 2000     | Socorro              | LINEAR                 |
| 97359 - | 2000 AC32              | 3 de gener, 2000     | Socorro              | LINEAR                 |
| 97360 - | 2000 AG32              | 3 de gener, 2000     | Socorro              | LINEAR                 |
| 97361 - | 2000 AV32              | 3 de gener, 2000     | Socorro              | LINEAR                 |
| 97362 - | 2000 AR34              | 3 de gener, 2000     | Socorro              | LINEAR                 |
| 97363 - | 2000 AS36              | 3 de gener, 2000     | Socorro              | LINEAR                 |
| 97364 - | 2000 AZ42              | 5 de gener, 2000     | Socorro              | LINEAR                 |
| 97365 - | 2000 AB43              | 5 de gener, 2000     | Socorro              | LINEAR                 |
| 97366 - | 2000 AZ47              | 4 de gener, 2000     | Socorro              | LINEAR                 |
| 97367 - | 2000 AS51              | 4 de gener, 2000     | Socorro              | LINEAR                 |
| 97368 - | 2000 AG52              | 4 de gener, 2000     | Socorro              | LINEAR                 |
| 97369 - | 2000 AF55              | 4 de gener, 2000     | Socorro              | LINEAR                 |
| 97370 - | 2000 AF58              | 4 de gener, 2000     | Socorro              | LINEAR                 |
| 97371 - | 2000 AO58              | 4 de gener, 2000     | Socorro              | LINEAR                 |
| 97372 - | 2000 AB62              | 4 de gener, 2000     | Socorro              | LINEAR                 |
| 97373 - | 2000 AE63              | 4 de gener, 2000     | Socorro              | LINEAR                 |
| 97374 - | 2000 AS65              | 4 de gener, 2000     | Socorro              | LINEAR                 |
| 97375 - | 2000 AX66              | 4 de gener, 2000     | Socorro              | LINEAR                 |
| 97376 - | 2000 AF67              | 4 de gener, 2000     | Socorro              | LINEAR                 |
| 97377 - | 2000 AL67              | 4 de gener, 2000     | Socorro              | LINEAR                 |
| 97378 - | 2000 AN67              | 4 de gener, 2000     | Socorro              | LINEAR                 |
| 97379 - | 2000 AJ69              | 5 de gener, 2000     | Socorro              | LINEAR                 |
| 97380 - | 2000 AR69              | 5 de gener, 2000     | Socorro              | LINEAR                 |
| 97381 - | 2000 AO72              | 5 de gener, 2000     | Socorro              | LINEAR                 |
| 97382 - | 2000 AS72              | 5 de gener, 2000     | Socorro              | LINEAR                 |
| 97383 - | 2000 AJ76              | 5 de gener, 2000     | Socorro              | LINEAR                 |
| 97384 - | 2000 AF82              | 5 de gener, 2000     | Socorro              | LINEAR                 |
| 97385 - | 2000 AE85              | 5 de gener, 2000     | Socorro              | LINEAR                 |
| 97386 - | 2000 AQ86              | 5 de gener, 2000     | Socorro              | LINEAR                 |
| 97387 - | 2000 AY88              | 5 de gener, 2000     | Socorro              | LINEAR                 |
| 97388 - | 2000 AU90              | 5 de gener, 2000     | Socorro              | LINEAR                 |
| 97389 - | 2000 AZ96              | 4 de gener, 2000     | Socorro              | LINEAR                 |
| 97390 - | 2000 AD99              | 5 de gener, 2000     | Socorro              | LINEAR                 |
| 97391 - | 2000 AZ100             | 5 de gener, 2000     | Socorro              | LINEAR                 |
| 97392 - | 2000 AE101             | 5 de gener, 2000     | Socorro              | LINEAR                 |
| 97393 - | 2000 AK101             | 5 de gener, 2000     | Socorro              | LINEAR                 |
| 97394 - | 2000 AR102             | 5 de gener, 2000     | Socorro              | LINEAR                 |
| 97395 - | 2000 AT102             | 5 de gener, 2000     | Socorro              | LINEAR                 |
| 97396 - | 2000 AK103             | 5 de gener, 2000     | Socorro              | LINEAR                 |
| 97397 - | 2000 AG106             | 5 de gener, 2000     | Socorro              | LINEAR                 |
| 97398 - | 2000 AR108             | 5 de gener, 2000     | Socorro              | LINEAR                 |
| 97399 - | 2000 AR115             | 5 de gener, 2000     | Socorro              | LINEAR                 |
| 97400 - | 2000 AG124             | 5 de gener, 2000     | Socorro              | LINEAR                 |